# Armiamoci e partite! (film 1971)
Armiamoci e partite! è un film italiano del 1971 diretto da Nando Cicero.
Il titolo del film riprende un verso della poesia Agli eroissimi dalle Rime di Argia Sbolenfi del poeta ravennate Olindo Guerrini, pubblicate nel 1897.

## Trama
Franco e Ciccio lavorano come camerieri in una locanda, in Francia. Il giorno che Ciccio prende ufficialmente la cittadinanza francese, scoppia la prima guerra mondiale tra Germania e Francia e tutti i cittadini sono costretti ad arruolarsi. Franco (anche lui cittadino francese) e Ciccio si arruolano loro malgrado e vanno in guerra. Qui ai due viene ordinata una missione quasi suicida: far esplodere le trincee tedesche. I due vengono quindi travestiti da tedeschi ma vengono scambiati da questi ultimi per veri soldati teutonici da incaricare della stessa identica missione: far esplodere le trincee francesi vestiti da soldati transalpini.
I due finiscono con l'eseguire l'ordine del nemico e far perdere la battaglia alla Francia. Qualche tempo dopo, i due sciagurati fanno ritorno al comando francese e, dopo essere stati riammessi nell'esercito, si propongono come volontari per lavoretti comuni piuttosto che andare in battaglia. Il loro compito, quindi, è quello di aggiustare i fili dell'elettricità nella camera del generale inglese McMaster. Quest'ultimo, per non creare scandalo all'arrivo dei due, in quanto è in compagnia dell'affascinante Lilì, si nasconde con lei sotto il letto. Quando Franco e Ciccio sono ormai fuori dalla stanza, la signorina provoca la morte apparente del generale "avvelenandolo".
Quando Franco e Ciccio ritornano nella stanza e trovano il generale morto, credendo di essere stati loro gli assassini per via dei fili elettrici messi male, lo nascondono e con uno stratagemma lo portano fuori dal comando. Il loro intento è portare il corpo del generale sul campo di battaglia, facendo credere a tutti che è morto in guerra, ignorando che invece è ancora vivo e che è soltanto vittima di un siero paralizzante iniettatogli dalle spie nemiche.
Dopo tante peripezie, i due amici riescono a portare il corpo dove volevano ma lì "ucciderlo" non sarà facile. Improvvisamente il generale si risveglia e insegue furioso i due soldati. A vedere la scena da due lati opposti sono l'esercito francese e quello tedesco che si daranno battaglia fino alla vittoria di quello tricolore. Per via di tutti i guai combinati, Franco e Ciccio vengono condannati alla fucilazione ma salvati all'ultimo momento dal generale McCaster. I tre stanno brindando alla vittoria in quella guerra quando vengono tutti paralizzati. Le spie hanno colpito ancora.